# Florent de Ville
Florent de Ville († vor 1245) war ein französischer Ritter und Kreuzfahrer im frühen 13. Jahrhundert.

Das Wappen von Florent de Ville wurde von Baudouin d’Avesnes beschrieben.

Er war ein Sohn des Jean I. de Ville und dessen Ehefrau Alix. Um das Jahr 1200 beerbte Florent seinen Vater im Besitz von Ville (Dép: Oise) und ab dem Jahr 1212 wird er auch im Besitz von Nouvion-sur-Comte (Dép: Aisne) genannt. Seine Besitzungen hielt er als Lehen der Bischof-Grafen von Noyon, allerdings wurde er ein ligischer Vasall des Königs Philipp II. August. Im Jahr 1245 wird sein Sohn Jean II. de Ville in diesem Besitz genannt.
Florent de Ville wurde als Kreuzritter im Albigenserkreuzzug bekannt. Die Chronik des Baudouin d’Avesnes nannte ihn als einen der herausragenden Akteure der Schlacht bei Muret (12. September 1213), in der die Kreuzfahrer unter Simon de Montfort einen entscheidenden Sieg gegen die Fürsten des Languedoc und König Peter II. von Aragón errangen. Während der Schlacht attackierte er zusammen mit dem Ritter Alain de Roucy den aragónesischen König und dessen engstes Gefolge. Dabei tötete Florent jenen aragónesischen Ritter, der die Rüstung und das Banner des Königs trug, worauf die Ritter Aragóns im Glauben ihren König verloren zu haben, die Flucht ergriffen, was den Sieg für die Kreuzfahrer bedeutete. Tatsächlich aber befand sich in der königlichen Rüstung nur ein einfacher Ritter, während König Peter II. in einer anonymen Rüstung kämpfte. Der König wurde darin letztlich von Roucy im Zweikampf getötet, obwohl er sich noch zu erkennen gab.
Ebenso wie Roucy wird Florent am 27. Juli 1214 als ein Teilnehmer in der Schlacht bei Bouvines genannt.